# Església de Sant Josep (Pequín)
L'església de Sant Josep (xinès simplificat: 大圣若瑟堂 ; xinès tradicional: 大聖若瑟堂), comunament coneguda com a església Wangfujing (xinès: 王府井天主堂) o Dongtang (xinès: 東堂, «catedral de l'est»), és una de les primeres esglésies neoromàniques del segle XX i una de les quatre esglésies catòliques històriques a l'arxidiòcesis catòlica de Pequín. Es troba al districte de Dongcheng de la ciutat de Pequín, al número 74 del carrer Wangfujing
La construcció de l'església va ser acabada el 1655 pels missioners jesuïtes. A causa d'una renovació i la seva reconstrucció, l'estructura actual data de 1904. L'església és la segona més antiga de Pequín després de la catedral de la Immaculada Concepció.

## Història

### Estructures originals (1653-1900)
La congregació de la Companyia de Jesús es va establir per primera vegada el 1653 amn el pare Ludovico Buglio, un italià astrònom i teòleg que va treballar com a missioner a la Xina. El terreny del primer edifici de l'església va ser donat a l'orde religiosa per l'emperador Shunzhi. En aquest moment, els jesuïtes eren l'únic grup de persones d'Europa a qui donaven permís per residir a la capital, a causa dels seus coneixements en astronomia. Com a resultat, l'església també va servir de residència de Buglio i un altre company jesuïta.
L'església va estar sotmesa a una història molt turbulenta. Un terratrèmol que va afectar Pequín el 1720 va malmetre l'edifici. Aproximadament noranta anys més tard, l'edifici de l'església va ser arrasat per un incendi i les restes que van sobreviure van ser destruïdes com a resultat dels sentiments antioccidentals i polítics del govern. L'indret va romandre estèril fins a 1860, quan les forces britàniques i franceses van envair Pequín com a part de la Segona Guerra de l'Opi. A partir d'aleshores, als missioners estrangers, se'ls va permetre reconstruir l'església de Sant Josep. Tanmateix, el sentiment antiestranger mai no es va esvair i va ressorgir una vegada més amb el canvi de segle, que va culminar amb la rebel·lió dels boxers. Amb motiu de l'aixecament el 1900, l'edifici de l'església va ser «cremat i arrasat a terra».

### L'actual catedral
Sant Josep va ser reconstruïda el 1904 utilitzant una arquitectura neoromànica, amb pilastres i tres torres de campanar.
L'any 1949, les forces comunistes sota el comandament de Mao Zedong van sortir victorioses en la guerra civil xinesa. El nou règim ateu, dos anys més tard, va interrompre totes les relacions diplomàtiques amb la Santa Seu, i va tractar d'eliminar totes les formes de religió amb la confiscació o la destrucció d'esglésies i d'altres llocs de culte. Sant Josep va passar pel mateix, i a la dècada de 1950 va ser expropiada pel govern per convertir-la en una escola primària. El govern comunista va afermar encara més el seu control sobre l'Església catòlica a la Xina mitjançant l'establiment de l'Associació Catòlica Patriòtica Xina (CPCA) el 1957. Com a resultat, l'església de Sant Josep ha estat sota l'administració de la CPCA des d'aquest any i els seus rectors no són reconeguts pel Vaticà.
L'església va ser tancada per complet el 1966, el primer any de la revolució cultural i va patir grans danys durant aquest període fins al final de la revolució el 1976.

### Restauració

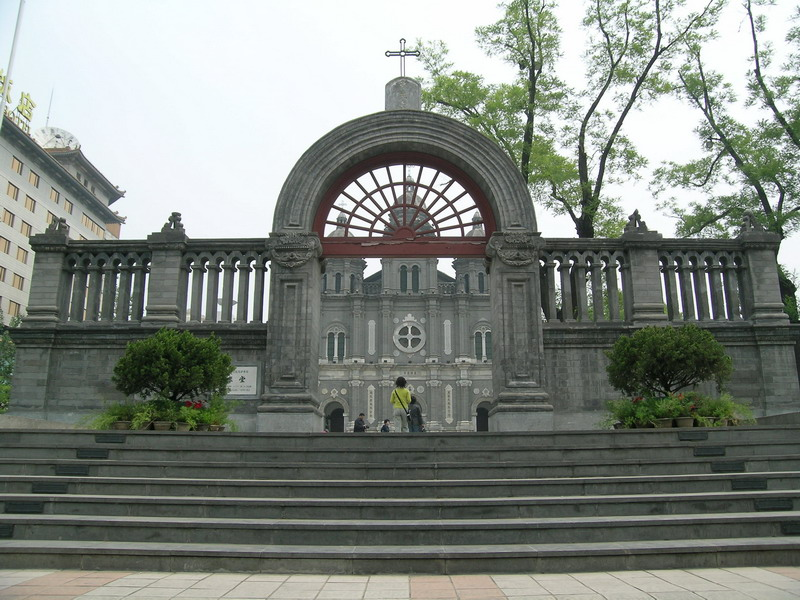
Entrada a l'església.

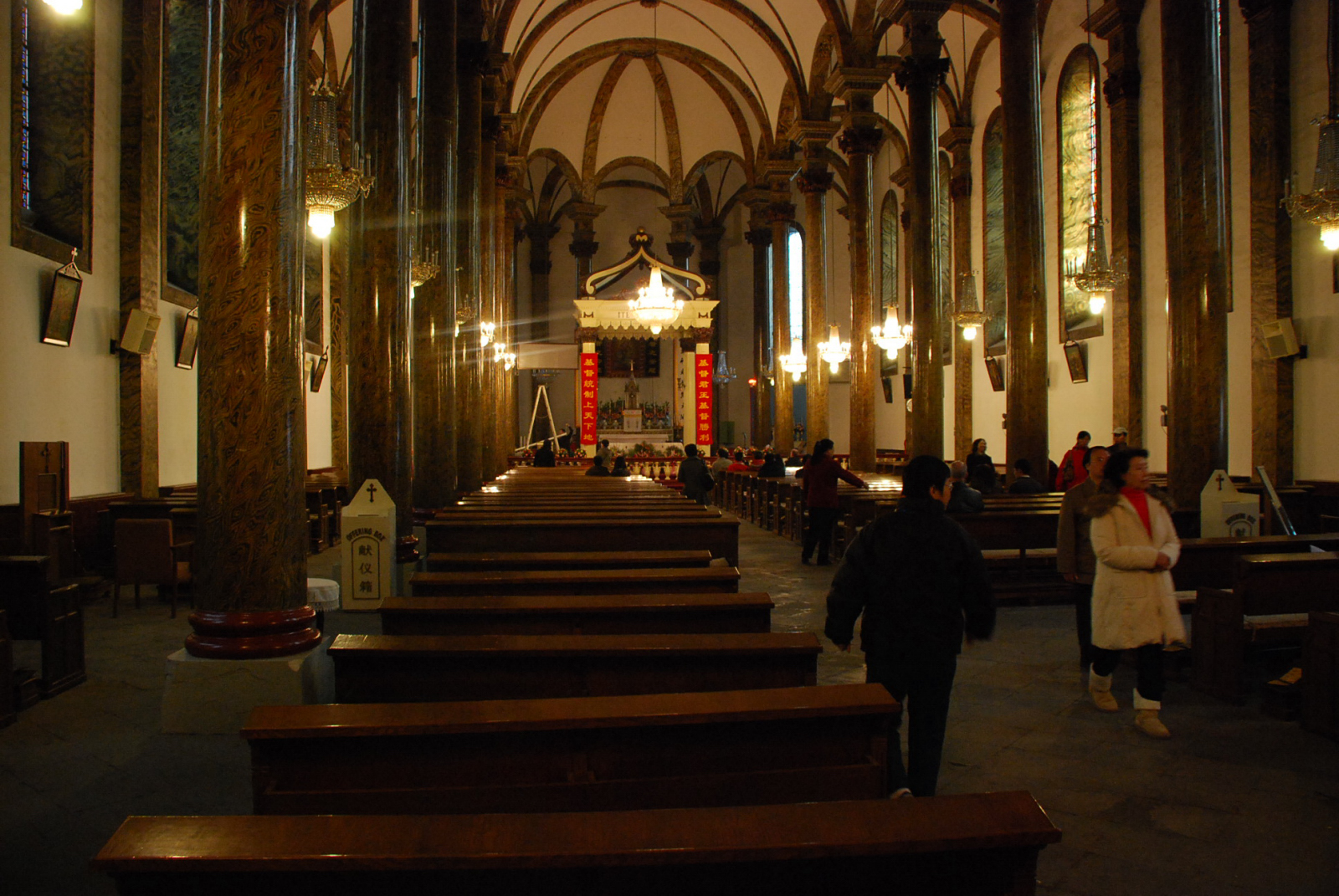
Interior del temple.

El govern xinès sota Deng Xiaoping, posteriorment, va rebutjar la Revolució cultural. A la Quarta Sessió Plenària del Comitè Central del Congrés Nacional del Partit Onzè al setembre de 1979, el vicepresident del partit Ye Jianying va declarar la Revolució Cultural "una catàstrofe espantosa" i "el revés més greu de [la] causa socialista des de [1949]."
El canvi de punts de vista polítics imperants va ser favorable a l'església de Sant Josep; el govern municipal de Pequín va finançar l'esforç de la restauració de l'església. L'edifici reformat va ser reobert el 1980 pels serveis catòlics. Es va completar una altra important renovació a l'església al setembre de l'any 2000. El 16 de juliol de 2007, el rector Joseph Li Shan de l'església de Sant Josep, va ser elegit com el nou arquebisbe de Pequín pel CPCA. Encara que no va ser emesa cap declaració oficial del Vaticà, el papa Benet XVI va expressar la seva aprovació per la nominació, per la qual cosa Li és un dels pocs bisbes de la Xina que compta amb el suport tant del govern com de la Santa Seu.

## Arquitectura
L'església de Sant Josep és d'estil neoromànic, i es caracteritza per la barreja de característiques tant europees com locals en el seu disseny. Una placa adossada a la paret exterior detalla la història de l'església. Al voltant de l'església es troba un gran parc d'1, 2 hectàrees i una plaça.